# Circondario di Cerreto Sannita
Il circondario di Cerreto Sannita era uno dei tre circondari in cui era suddivisa la provincia di Benevento, della quale comprendeva la porzione occidentale, esistito dal 1861 al 1926.

## Storia
Con l'Unità d'Italia (1861) la suddivisione in province e circondari stabilita dal Decreto Rattazzi fu estesa all'intera Penisola. La neonata provincia di Benevento venne costituita con i territori provenienti dalle provincie circostanti alla ex delegazione pontificia. Il circondario di Cerreto Sannita venne così a formarsi raggruppando i vecchi circondari (che diventano mandamenti) da due provincie del regno delle due Sicilie: Terra di Lavoro (II provincia) e Molise (XII). In particolare il territorio fu creato staccando i circondari del comune capoluogo, di Cusano e di Guardia Sanframondi dal distretto di Piedimonte d'Alife, quelli di Morcone e Pontelandolfo dal distretto di Campobasso e quelli di Sant'Agata de' Goti e Solopaca dal distretto di Caserta.
Il circondario di Cerreto venne soppresso nel 1926 e il territorio assegnato al circondario di Benevento.

## Geografia antropica

### Suddivisioni amministrative
Nel 1863, la composizione del circondario era la seguente (tra parentesi sono indicati gli abitanti):
- Mandamento I di Cerreto Sannita (10 511)
  - Cerreto Sannita (5 250), Faicchio (3 394), San Lorenzello (1 867)
- Mandamento II di Cusano Mutri (6 558)
  - Civitella Licinio[4] (613), Cusano Mutri (3 944), Pietraroia (1 971)
- Mandamento III di Guardia San Framonti (10 674)
  - Amorosi (1 520), Castelvenere in Val Fortore[5] (714), Guardia San Framonti (3 855), San Lorenzo Maggiore (1 839), San Salvatore Telesino 2 746
- Mandamento IV di Morcone (8 592)
  - Morcone (7 081), Sassinoro (1 511)
- Mandamento V di Pontelandolfo (10 554)
  - Casalduni (3 050), Campolattaro (1 504), Pontelandolfo (4 284), San Lupo (1 716)
- Mandamento VI di Sant'Agata de' Goti (11 448)
  - Durazzano (1 793), Limatola (1 704), Sant'Agata de' Goti (7 951)
- Mandamento VII di Solopaca (11 195)
  - Frasso Telesino (4 691), Melizzano (1 982), Solopaca (4 522)